# イン・ザ・ネーム・オブ・ラヴ
『イン・ザ・ネーム・オブ・ラヴ』（原題：Fuel for the Fire）は、ネイキッド・アイズが1984年に発表した2枚目のアルバム。

## 解説
アーサー・ベイカーのプロデュースによる「イン・ザ・ネーム・オブ・ラヴ」が、アルバムからの最初のシングルとして、トップ40の成功を収めた。米国ではビルボードのトップ100で39位、ベイカーによるリミックス版はダンス・チャートで35位を記録。 アルバムは、ビルボード・トップ200で最高83位に達した。
控え目なヒットと呼べるもので、デビュー作ほどには商業的にも批評家的にも成功したとは言い難いものだった。本国の英国では、アルバムもシングルもチャート入りしなかった。ベイカーは彼らのために「サクリファイス」をリミックスしたが、レコード会社はリリースしなかった。そして、この状況を受けてネイキッド・アイズは解散した。
2013年、チェリーレッドから初めてCD再発された。

## 収録曲
1. イン・ザ・ネーム・オブ・ラヴ - "(What) In the Name of Love" – 4:24
2. ニュー・ハーツ - "New Hearts" – 3:36
3. サクリファイス - "Sacrifice" – 4:06
4. 子供のように - Eyes of a Child" – 3:34
5. 愛のつぐない - "Once Is Enough" – 4:08
6. 花は贈らないで - "No Flowers Please" – 4:00
7. アンサリング・サーヴィス - "Answering Service" – 3:42
8. 君の中の僕 - "Me I See in You" – 3:33
9. フライング・ソロ - "Flying Solo" – 4:30
10. フラッグ・オブ・コンビニエンス - "Flag of Convenience" – 4:07